# Çorlu
Çorlu er en by i det nordvestlige Tyrkiet i det indre af det østlige Thrakien. Byen ligger i provinsen Tekirdağ. Den er et industrielt centrum i løbet af den hurtige udvikling på en slette nær den europæiske rute 80 mellem Istanbul og Tyrkiets grænse til Grækenland og Bulgarien. Byen har omkring 226.000 indbyggere.

## Fodnoter
1. ↑  http://www.trakya-net.com/modules.php?name=Trakya&op=ilce&yer=3&trilce=Çorlu (Webside+ikke+længere+tilgængelig) All About Çorlu
2. ↑  Türkiye İstatistik Kurumu Arkiveret 29. november 2014 hos  Wayback Machine Address-based population survey 2011. Retrieved on 2012-02-23.